# Cechetra inconspicua
Cechetra inconspicua is een vlinder uit de familie van de pijlstaarten (Sphingidae). De wetenschappelijke naam van de soort werd in 2018 gepubliceerd door Ivshin en Krutov.